# Banswara (ciutat)
Banswara és una ciutat del Rajasthan, capital del districte de Banswara. És conegida com ciutat de les 100 illes per les diverses illes del riu Mahi que passa per la ciutat. La població és de 85.638 habitants (7.038 el 1901).
La ciutat té alguns temples jains i hindús, destacant els de Nandni Mata Mandir Barodiyan (Nandnimata), i el de Tripura Sundri Mandir Talvara. La ciutat vella està rodejada de muralla i el palau del príncep està al sud i a uns turons propers hi ha l'edifici anomenat Shahi Bilas; a l'est i ha un embarcador anomenat Bai Tal amb palau d'estiu i a un jardí proper hi ha els chhatris o cenotafis; al cim del turó del sud, hi ha les ruïnes d'un antic palau que seria el de Jagmal.
Fou fundada al començament del segle xvi per Jagmal el primer cap de Banswara; el nom li fou donat segons la tradició per un cap bhil local anomenat Wasna al que havia derrotat i matat, encara que altres diuen que Banswara voldria dir "País de Jungla" i altres ho relacionen amb el bambú.